# 鳩之巢站
鳩之巢站（日语：／ Hatonosu eki */?）是一個位於日本東京都西多摩郡奥多摩町棚澤，屬於東日本旅客鐵道（JR東日本）青梅線的鐵路車站。車站編號為JC 72。

## 車站構造
對向式月台2面2線的地面車站。

### 月台配置
| 月台 | 路線           | 方向 | 目的地                     | 備註                |
| ---- | -------------- | ---- | -------------------------- | ------------------- |
| 1    | 青梅線         | 下行 | 白丸、奧多摩方向           |                     |
| 2    | 青梅線、中央線 | 上行 | 拜島、立川、新宿、東京方向 | 一部分列車為1號月台 |

（來源：JR東日本:車站構內圖 （页面存档备份，存于））

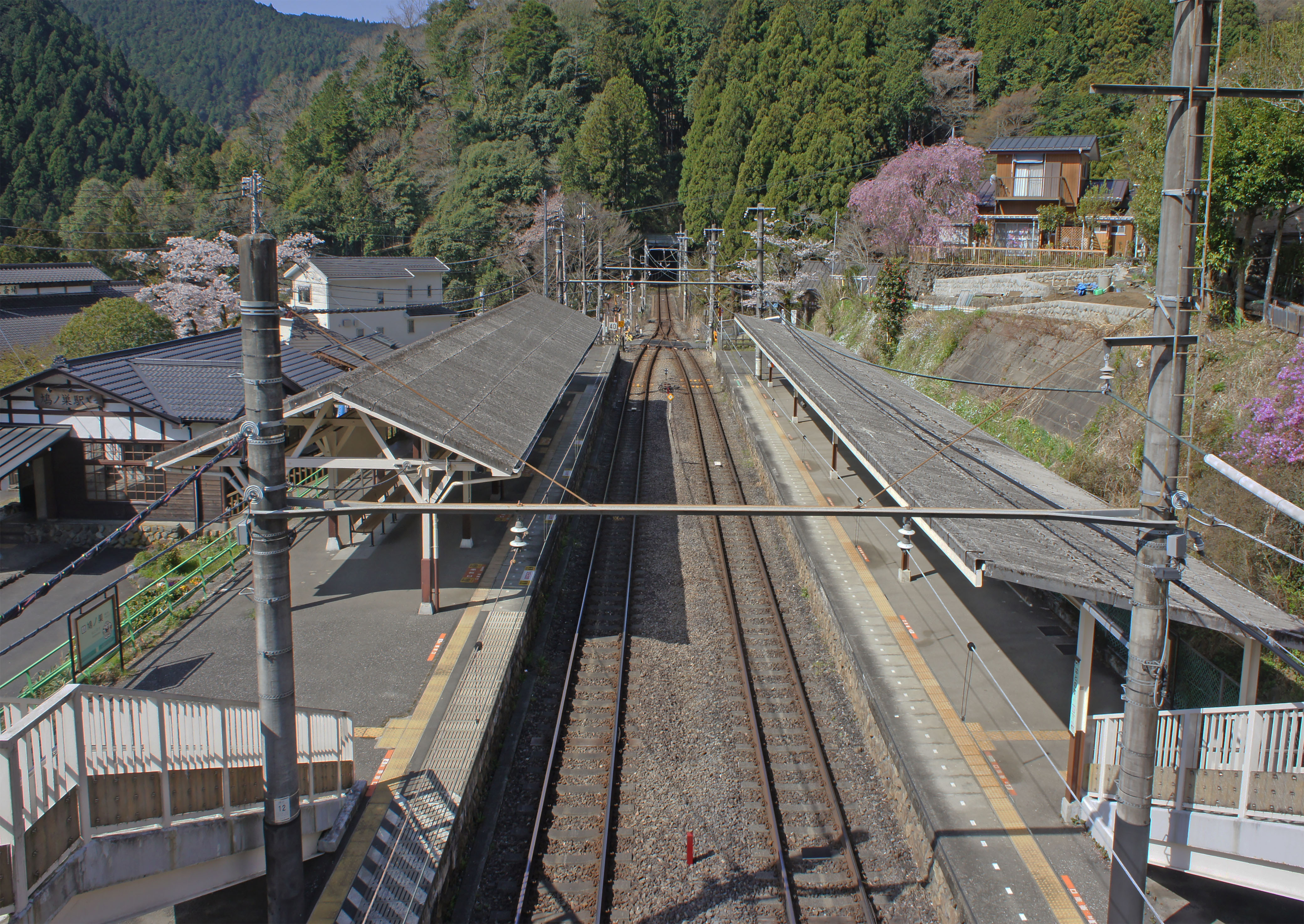
月台（2022年4月）
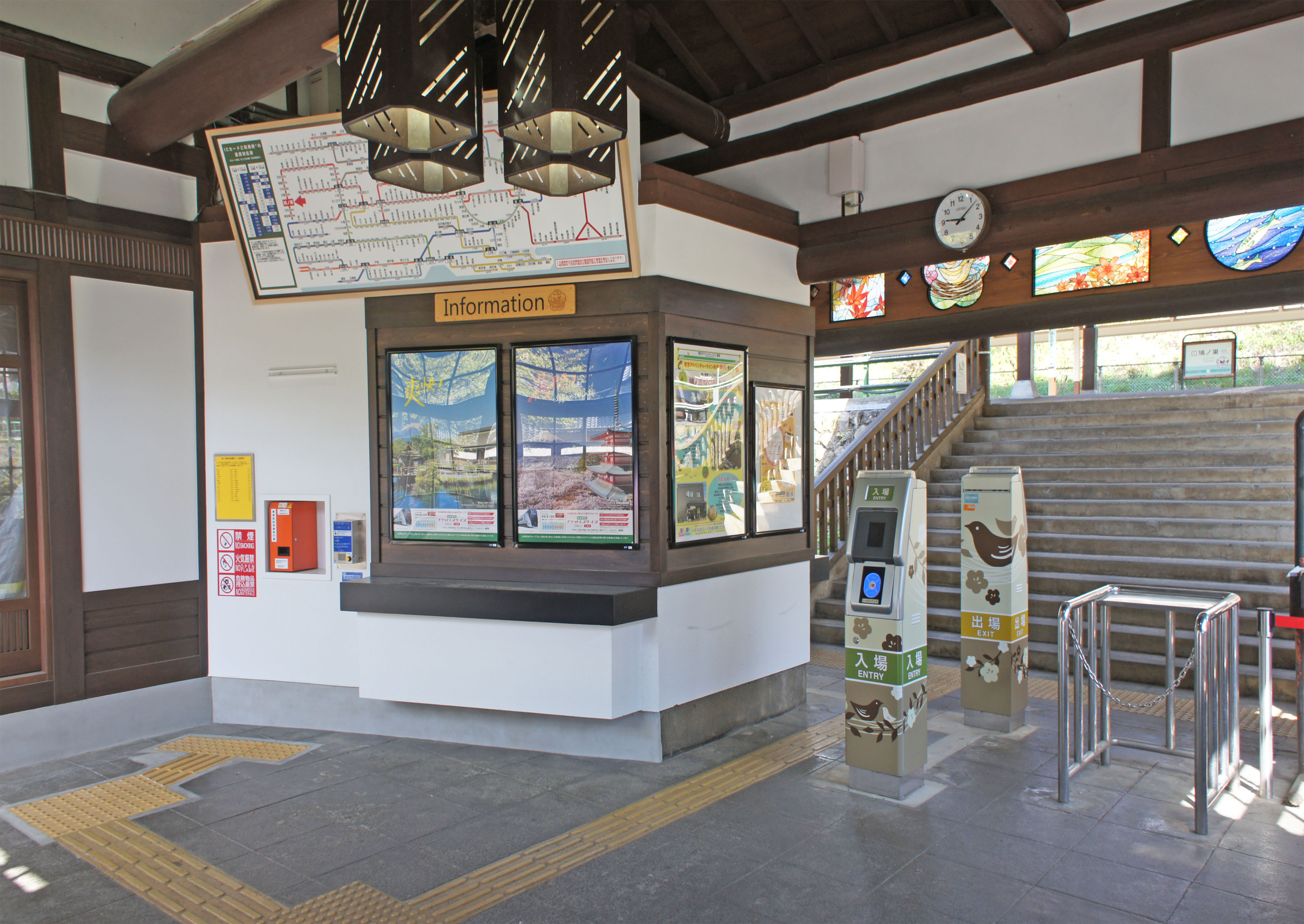
閘口（2022年4月）

## 使用情況
2014年（平成26年）度的1日平均上車人次為181人。
近年的推移如下表。
| 年度               | 1日平均 上車人次 | 來源     |
| ------------------ | ---------------- | -------- |
| 1990年（平成02年） | 359              | [ * 1 ]  |
| 1991年（平成03年） | 344              | [ * 2 ]  |
| 1992年（平成04年） | 348              | [ * 3 ]  |
| 1993年（平成05年） | 348              | [ * 4 ]  |
| 1994年（平成06年） | 348              | [ * 5 ]  |
| 1995年（平成07年） | 336              | [ * 6 ]  |
| 1996年（平成08年） | 337              | [ * 7 ]  |
| 1997年（平成09年） | 301              | [ * 8 ]  |
| 1998年（平成10年） | 282              | [ * 9 ]  |
| 1999年（平成11年） | 273              | [ * 10 ] |
| 2000年（平成12年） | 232              | [ * 11 ] |
| 2001年（平成13年） | 232              | [ * 12 ] |
| 2002年（平成14年） | 237              | [ * 13 ] |
| 2003年（平成15年） | 247              | [ * 14 ] |
| 2004年（平成16年） | 241              | [ * 15 ] |
| 2005年（平成17年） | 235              | [ * 16 ] |
| 2006年（平成18年） | 228              | [ * 17 ] |
| 2007年（平成19年） | 239              | [ * 18 ] |
| 2008年（平成20年） | 237              | [ * 19 ] |
| 2009年（平成21年） | 231              | [ * 20 ] |
| 2010年（平成22年） | 212              | [ * 21 ] |
| 2011年（平成23年） | 210              | [ * 22 ] |
| 2012年（平成24年） | 220              | [ * 23 ] |
| 2013年（平成25年） | 202              | [ * 24 ] |
| 2014年（平成26年） | 181              | [ * 25 ] |

## 相鄰車站
東日本旅客鐵道（JR東日本）
 青梅線（東京探險線）
■特別快速「假日快速奧多摩」（只限週末假日）
通過
■快速（青梅線內各站停車）、■各站停車 
古里（JC 71）－鳩之巢（JC 72）－白丸（JC 73）

### 使用情況
1. ↑  東京都統計年鑑 （页面存档备份，存于） - 東京都
2. ↑  青梅市の統計 （页面存档备份，存于） - 青梅市

JR東日本2000年度以後上車人次
1. ↑  各駅の乗車人員（2000年度） （页面存档备份，存于） - JR東日本
2. ↑  各駅の乗車人員（2001年度） （页面存档备份，存于） - JR東日本
3. ↑  各駅の乗車人員（2002年度） （页面存档备份，存于） - JR東日本
4. ↑  各駅の乗車人員（2003年度） （页面存档备份，存于） - JR東日本
5. ↑  各駅の乗車人員（2004年度） （页面存档备份，存于） - JR東日本
6. ↑  各駅の乗車人員（2005年度） （页面存档备份，存于） - JR東日本
7. ↑  各駅の乗車人員（2006年度） （页面存档备份，存于） - JR東日本
8. ↑  各駅の乗車人員（2007年度） （页面存档备份，存于） - JR東日本
9. ↑  各駅の乗車人員（2008年度） （页面存档备份，存于） - JR東日本
10. ↑  各駅の乗車人員（2009年度） （页面存档备份，存于） - JR東日本
11. ↑  各駅の乗車人員（2010年度） （页面存档备份，存于） - JR東日本
12. ↑  各駅の乗車人員（2011年度） （页面存档备份，存于） - JR東日本
13. ↑  各駅の乗車人員（2012年度） （页面存档备份，存于） - JR東日本
14. ↑  各駅の乗車人員（2013年度） （页面存档备份，存于） - JR東日本
15. ↑  各駅の乗車人員（2014年度） （页面存档备份，存于） - JR東日本

東京都統計年鑑
1. ↑  .   [2020-07-12]. （原始内容存档于2016-03-05）.
2. ↑  .   [2020-07-12]. （原始内容存档于2016-03-05）.
3. ↑  .   [2020-07-12]. （原始内容存档于2013-08-15）.
4. ↑  .   [2020-07-12]. （原始内容存档于2013-02-03）.
5. ↑  .   [2020-07-12]. （原始内容存档于2013-02-03）.
6. ↑  .   [2020-07-12]. （原始内容存档于2013-02-03）.
7. ↑  .   [2020-07-12]. （原始内容存档于2013-02-03）.
8. ↑  .   [2020-07-12]. （原始内容存档于2016-03-04）.
9. ↑  東京都統計年鑑（平成10年）PDF
10. ↑  東京都統計年鑑（平成11年）PDF
11. ↑  .   [2020-07-12]. （原始内容存档于2016-03-04）.
12. ↑  .   [2020-07-12]. （原始内容存档于2016-03-04）.
13. ↑  .   [2020-07-12]. （原始内容存档于2017-07-29）.
14. ↑  .   [2020-07-12]. （原始内容存档于2017-07-29）.
15. ↑  .   [2020-07-12]. （原始内容存档于2017-07-29）.
16. ↑  .   [2020-07-12]. （原始内容存档于2017-07-29）.
17. ↑  .   [2020-07-12]. （原始内容存档于2017-07-29）.
18. ↑  .   [2020-07-12]. （原始内容存档于2017-07-29）.
19. ↑  .   [2020-07-12]. （原始内容存档于2017-07-29）.
20. ↑  .   [2020-07-12]. （原始内容存档于2016-03-26）.
21. ↑  .   [2020-07-12]. （原始内容存档于2016-03-27）.
22. ↑  .   [2020-07-12]. （原始内容存档于2016-03-25）.
23. ↑  .   [2020-07-12]. （原始内容存档于2016-03-27）.
24. ↑  .   [2020-07-12]. （原始内容存档于2016-03-22）.
25. ↑  .   [2020-07-12]. （原始内容存档于2017-07-30）.

## 外部連結
- 車站資訊（鳩之巢）：東日本旅客鐵道